# Salineville
Salineville é uma vila localizada no estado norte-americano de Ohio, no Condado de Columbiana.

## Demografia
Segundo o censo norte-americano de 2000, a sua população era de 1397 habitantes.
Em 2006, foi estimada uma população de 1354, um decréscimo de 43 (-3.1%).

## Geografia
De acordo com o United States Census Bureau tem uma área de
5,8 km², dos quais 5,8 km² cobertos por terra e 0,0 km² cobertos por água. Salineville localiza-se a aproximadamente 297 m acima do nível do mar.

## Localidades na vizinhança
O diagrama seguinte representa as localidades num raio de 20 km ao redor de Salineville.